# Karaciun, Berezne
Karaciun (în ucraineană Карачун) este un sat în comuna Malînsk din raionul Berezne, regiunea Rivne, Ucraina.

## Demografie
Componența lingvistică a localității Karaciun
     Ucraineană (100%)
Conform recensământului din 2001, toată populația localității Karaciun era vorbitoare de ucraineană (100%).